# Bang Ban (huyện)
Bang Ban (tiếng Thái: บางบาล) là một huyện (‘‘amphoe’’) của tỉnh Ayutthaya, ở miền trung Thái Lan.

## Lịch sử
Huyện được lập năm 1940 với tên Sena Nai. Sau đó ông Khiaw Bangban đã hiến đất xây trụ sở huyện, do đó chính quyền quyết định đổi tên huyện thành Bang Ban.

## Địa lý
Các huyện giáp ranh (từ phía bắc theo chiều kim đồng hồ) là Pa Mok của tỉnh Ang Thong, Bang Pahan, Phra Nakhon Si Ayutthaya, Bang Sai, Sena và Phak Hai của tỉnh Ayutthaya..

## Hành chính
Huyện này được chia thành 16 phó huyện (tambon).
| 1.  | Bang Ban       | บางบาล     |  |
| 2.  | Wat Yom        | วัดยม       |  |
| 3.  | Sai Noi        | ไทรน้อย     |  |
| 4.  | Saphan Thai    | สะพานไทย   |  |
| 5.  | Maha Phram     | มหาพราหมณ์  |  |
| 6.  | Kop Chao       | กบเจา      |  |
| 7.  | Ban Khlang     | บ้านคลัง     |  |
| 8.  | Phra Khao      | พระขาว     |  |
| 9.  | Nam Tao        | น้ำเต้า      |  |
| 10. | Thang Chang    | ทางช้าง     |  |
| 11. | Wat Taku       | วัดตะกู      |  |
| 12. | Bang Luang     | บางหลวง    |  |
| 13. | Bang Luang Dot | บางหลวงโดด |  |
| 14. | Bang Hak       | บางหัก      |  |
| 15. | Bang Chani     | บางชะนี     |  |
| 16. | Ban Kum        | บ้านกุ่ม      |  |